# 聖米格利托 (弗朗西斯科-莫拉桑省)
聖米格利托（西班牙語：San Miguelito），是洪都拉斯的城鎮，位於該國中部，由弗朗西斯科-莫拉桑省負責管轄，始建於1864年，面積45.42平方公里，海拔高度242米，2001年人口1,904，人口密度每平方公里41.92人。
13°44′0″N 87°30′0″W / 13.73333°N 87.50000°W